# Bohdanivka, Prîlukî
Bohdanivka (în ucraineană Богданівка) este localitatea de reședință a comunei Bohdanivka din raionul Prîlukî, regiunea Cernihiv, Ucraina.

## Demografie
Componența lingvistică a localității Bohdanivka
     Ucraineană (98,71%)
     Alte limbi (1,29%)
Conform recensământului din 2001, majoritatea populației localității Bohdanivka era vorbitoare de ucraineană (98,71%), existând în minoritate și vorbitori de alte limbi.